# Новотроицкая (Удмуртия)
Новотроицкая — заброшенная деревня в Граховском районе Удмуртии, в верховье реки Яга.

## История
Деревня основана во второй половине XIX века, как выселок деревни Ключёвка. До 1929 года деревня входила в состав сначала Билярской волости, позднее — Билярского сельсовета Можгинской волости Можгинского уезда, в 1929 году проводится районирование и деревня была передана в состав Верхнекокшанского сельсовета вновь образованного Граховского района. В 1954 году Верхне-Кокшанский сельсовет упразднён и деревня отошла к Новогорскому сельсовету. В 1982 году образован Макаровский сельсовет, в состав которого передана деревня.
Указом Президиума Верховного Совета УАССР от 24 сентября 1987 года деревня Новотроицкая Макаровского сельсовета была исключена с учёта.